# Bermúdez
La J. Armando Bermúdez & Co. C. por A. è un'azienda produttrice di distillati della Repubblica Dominicana, principalmente conosciuta per i suoi rum.

## Storia
L'azienda venne fondata nel 1852 da don Erasmo Bermúdez il quale cominciò a produrre un rum detto Bitter panacea (amarigo panacea in spagnolo). Nel 1927 don Armando Bermúdez fondò l'industria distilliera Unrivaled Liquor Manufacture che successivamente venne trasformata nella società per azioni che porta il nome attuale.

## Prodotti
- Bermudez añejo selecto: rum premium prodotto da melassa di canna da zucchero ed invecchiato 6 anni, ha colore scuro e gradazione alcolica del 40%. Si presta sia al consumo liscio che in cocktail. Selecto è uno dei rum più antichi prodotti nella Repubblica Dominicana[1].
- Aniversario: rum golden high-end premium blend
- Don Armando: rum golden premium
- Reserva Especial
- Dorado
- Malla de Oro
- Blanco: rum bianco
- Palo Viejo
- Cristal
- 151: rum bianco ad alta gradazione indicato per miscelazione nei cocktail
- Limón: rum aromatizzato al limone
- London Dry Gin
- Ginebra: Gin
- Vodka
- Visage du Chat Toulousse Lautrec: Mint, Cream, Amaretto and Triple Sec (liqueur)
- King Label: whisky
- King Label 5 años: whisky invecchiato 5 anni